# 端岡駅
端岡駅（はしおかえき）は、香川県高松市国分寺町新居にある、四国旅客鉄道（JR四国）予讃線の駅。駅番号はY03。
旧国分寺町の代表駅で快速サンポートが停車する。また宇多津駅から分岐する本四備讃線へ直通する列車も早朝・夜間に限り停車し、この系統には「瀬戸大橋線」の愛称がつけられている。

## 歴史
- 1897年（明治30年）2月21日：讃岐鉄道の駅として、高松 - 丸亀間開通時に開設[2]。
- 1904年（明治37年）12月1日：讃岐鉄道が山陽鉄道に営業譲渡[5]。
- 1906年（明治39年）12月1日：国有化により、官設鉄道の駅となる[2][5]。
- 1969年（昭和44年）10月1日：配達取扱廃止[2]。
- 1970年（昭和45年）6月1日：貨物取扱廃止[2]。
- 1971年（昭和46年）9月3日：跨線橋を設置し、供用開始[6]。
- 1985年（昭和60年）3月14日：荷物の取扱を廃止[2]。
- 1987年（昭和62年）4月1日：国鉄分割民営化に伴い、四国旅客鉄道（JR四国）の駅となる[2]。
- 2002年（平成14年）：駅改良工事に伴いホーム増設。
- 2014年（平成26年）3月1日：ICOCAの利用が可能となる[7]。ICカード専用簡易改札機で対応。
- 2024年（令和6年）3月16日：終日無人化[3][4]。チャージ機の使用を停止。

## 駅構造
無人駅である。また、駅舎には、出札窓口や自動券売機、IC専用簡易改札機が設置されている。かつてはチャージ機も設置されていたが、2024年（令和6年）3月15日をもって使用停止となった。
トイレ（汲取り式）は駅舎から離れており、0番のりば坂出寄り端にある。

### のりば
単式ホーム1面1線と島式ホーム2面4線の計3面4線を有する地上駅。しかし、4線しか無いが、これに対してのりばは5つある。これは0番のりばと1番のりばが駅舎から見て一番近い線路を共有しているためである。他ののりばに関しては線路の共有は無い。
| のりば | 番線  | 路線                          | 方向                          | 行先                          | 備考                      |
| ------ | ----- | ----------------------------- | ----------------------------- | ----------------------------- | ------------------------- |
| 0      | （1） | ■予讃線                       | 上り                          | 高松方面                      | 1番のりばと線路共有       |
| 1      | （1） | （2番のりばからの乗換ホーム） | （2番のりばからの乗換ホーム） | （2番のりばからの乗換ホーム） |                           |
| 2      | （2） | ■予讃線                       | 上り                          | 高松方面                      |                           |
| 3      | （3） | ■予讃線                       | 下り                          | 多度津・観音寺・琴平方面      |                           |
| 4      | （4） | ■予讃線                       | 下り                          | 多度津・観音寺・琴平方面      | ■瀬戸大橋線岡山方面を含む |

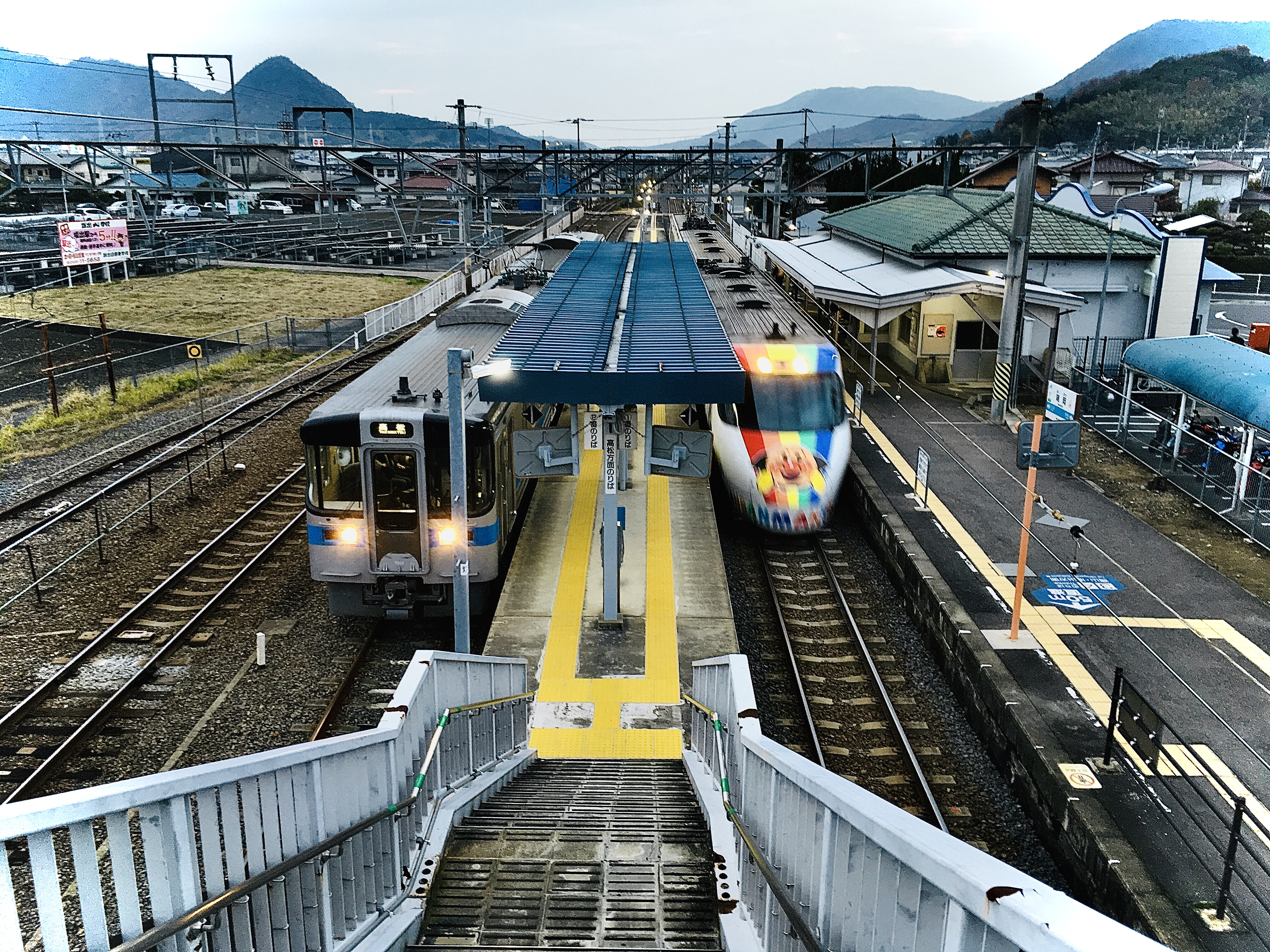
1番のりば（右側）を特急いしづちが通過。2番のりば（左側）には各停が停車中（2019年12月）。
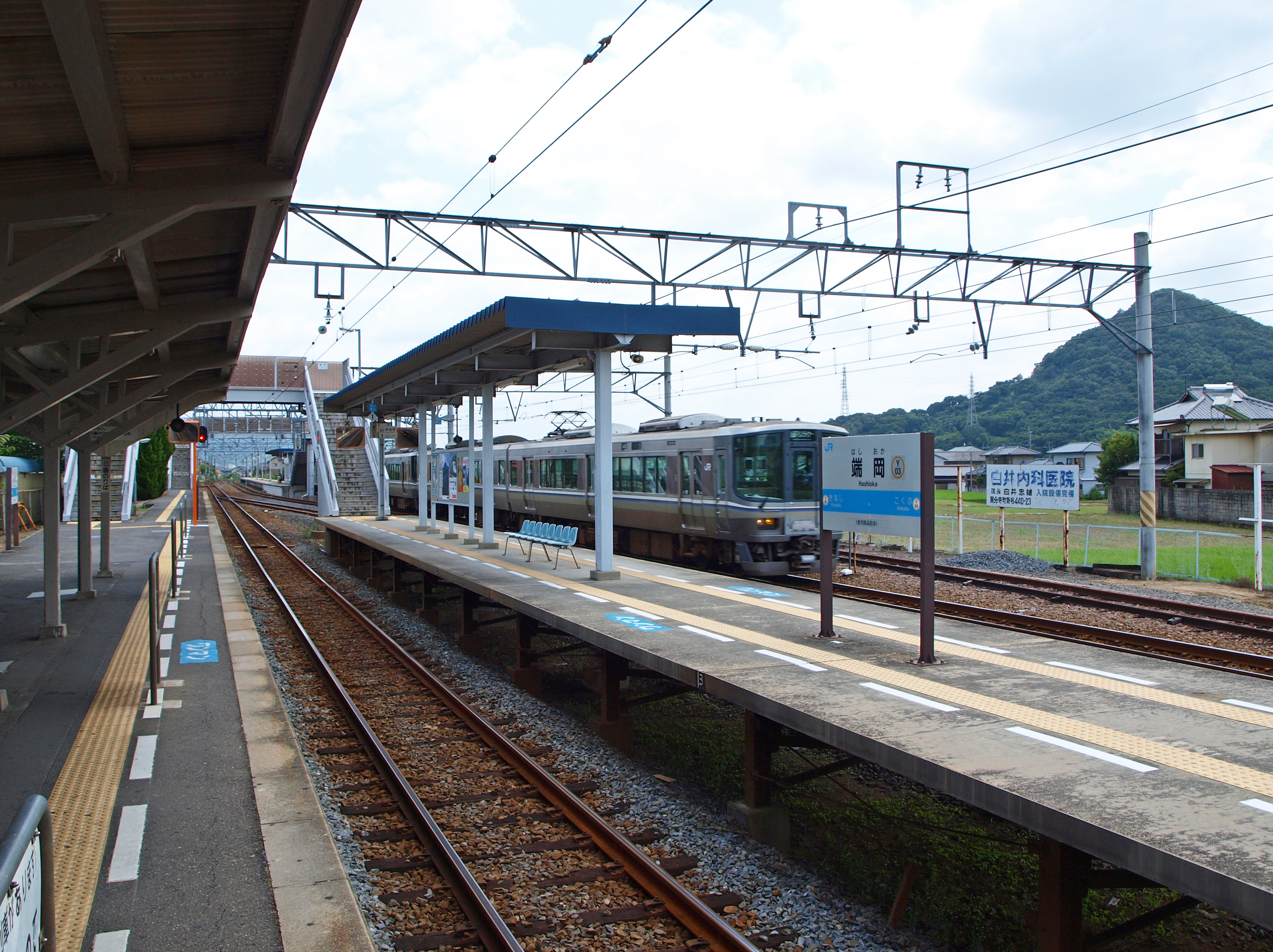
ホーム（国分方より 手前左より0・1・2番、奥に小さく映るのが3・4番のりば）（2010年8月）
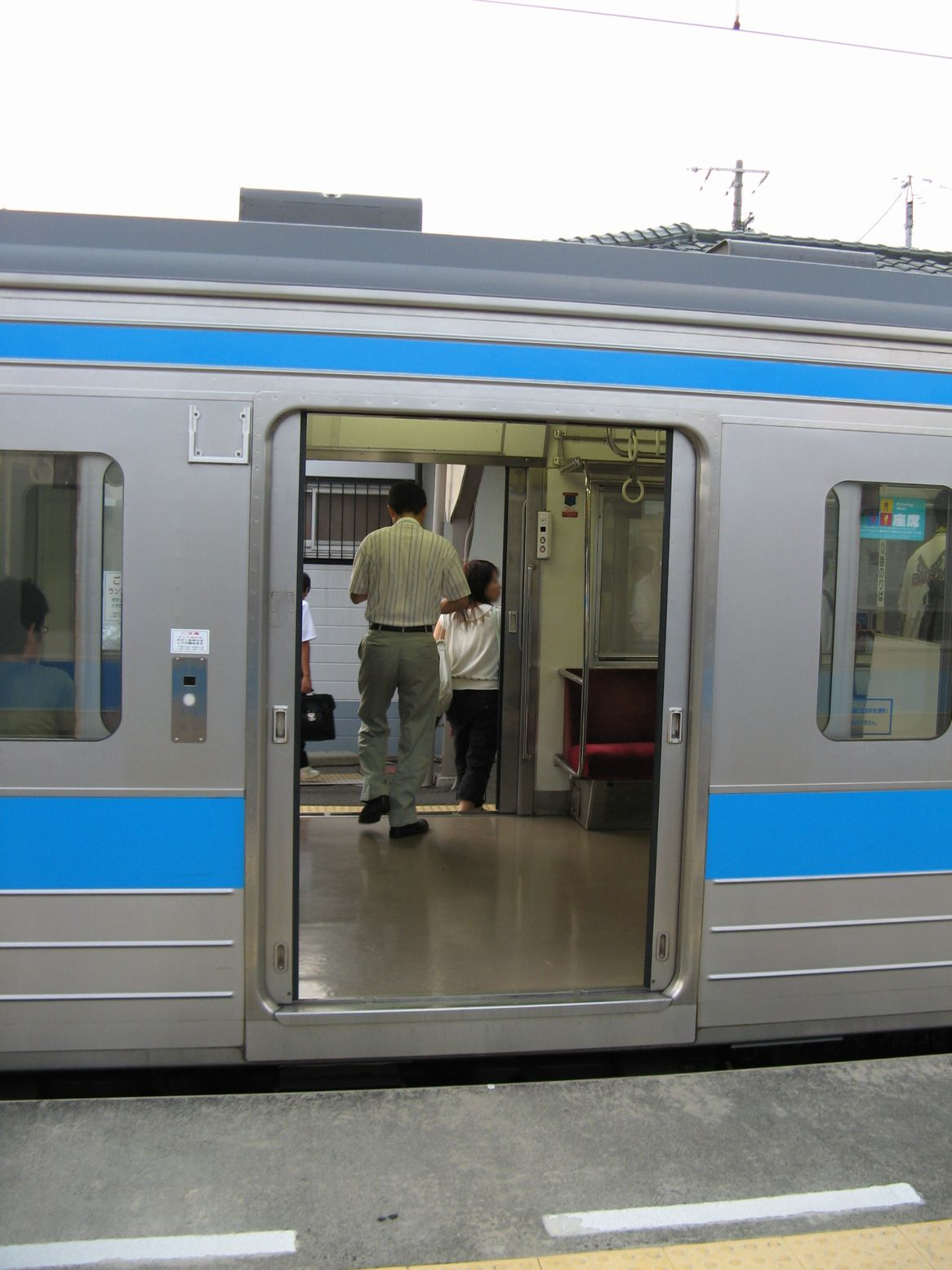
2番線の高松行快速「サンポート」から駅舎・0番のりば側を望む。ホーム向い1番線の普通は両側扉を開け、「サンポート」からの当駅下車客を駅舎・0番のりばへ通す（2007年6月）。

### 特徴
駅舎に接して単式ホーム1面1線があり、ここには0番のりばがある。そしてその単式ホームから線路1本を挟んですぐ島式ホーム1面2線があり、ここには駅舎側からそれぞれ1番のりばと2番のりばがある。さらに、この駅の他の施設から離れて鬼無方向60 mのところに島式ホーム1面2線があり、ここに3番のりばと4番のりばがある。2つの島式ホームはそれぞれ跨線橋で駅舎と結ばれている。1・4番線が本線（制限速度100 km/h）。
この構造には、快速サンポートと各停の接続駅であるということも関係している。前者は、朝夕など一部の時間を除いて坂出駅と高松駅の間では当駅にしか停車せず、より本数の少ない後者のみがその他の駅に停車し、当駅は両者の接続駅となっている。
0番のりばと1番のりばが駅舎側の線路を挟む形で設置されているのは、サンポートと各停の接続を行う際に、当駅からの乗客や、快速・各駅停車相互での乗り換え客の負担を軽減するためである。この駅において快速と各停の接続が行われる場合、次のようにして客扱いを行っていた。(現在は既にこの運用はしていない)
1. 先行する普通列車が1番線に入線、停車し、0番ホーム側のドアを開放して客扱いを行う。
2. 後続してやって来た快速列車が2番線に入線して停車し、2番のりば側のドアを開放して客扱いを行う。
3. 普通列車は快速列車の客扱いを確認すると、続いて1番のりば側のドアを開放する。

これにより、端岡駅から快速列車に乗車する客は各停の車内を通り抜けて1番のりばと2番のりばのある島式ホームに移動出来る。また、快速列車を端岡駅で降車する乗客も、この逆の方法で簡単に駅本屋の改札口に向かうことが出来る。さらに、快速と各停の相互の乗換客も同一ホームでの乗換が可能である。
また、快速と各停の接続が無い場合は、快速・各駅停車のいずれも駅舎から見て一番近い線路に停車し、0番のりば側の扉を開いて客扱いをする。こうすることで、当駅で高松方面行列車を乗降する乗客、快速列車と普通列車を乗換える乗客全てが、跨線橋を利用せずに済む。この方法はただ単に跨線橋を上り下りする負担を乗客から無くすだけでは無く、端岡駅の跨線橋にエレベーター等が設置されていないということを補うバリアフリーのための方策としても有効である。
しかしながら、この駅の他の設備から60メートル離れたところに1つある3・4番線のある島式ホームへは跨線橋を使用しない限り渡ることが出来ないので、完全にバリアフリー化されたとは言えない。この島式ホームには坂出方面への列車が停車するが、駅舎からの移動には1分ないし2分程度要する上、跨線橋を上り下りする必要もあるため若干不便である。車椅子利用者は3・4番線高松方にある公道へのスロープ（1・2番線松山方にもあり）を使用することになる。
かつては、単式・島式合わせて2面3線のホームを有するのみで、中央の線路は上下線が共用する形になっていた。2002年のダイヤ改正に際し、JR四国は高松近郊の普通・快速列車増強を目指したが、その計画であると高松 - 坂出間の線路容量が限界になってしまうこととなった。当時の高松 - 坂出間には、列車を待避させる設備が当駅と坂出駅にしか無く、それらは共に2面3線のホームのみで中央の1本を共有する形であった。
そのため、JR四国は列車待避設備を高松 - 坂出に増設することとなったが、その際、なるべく掛かる費用を抑えるため、新たな用地買収を最低限に留め、既存の用地・施設を有効に活用することとした。そこで、広い保線用地を保有していた鴨川駅と、長大な貨物列車を待避させるため、長大な中線を有していた当駅が選ばれ、この両駅に待避設備が増設されることとなった。鴨川駅は通常の腹付け増設の方法で待避設備が造られたが、当駅では貨物列車編成短縮により長い有効長が必要無くなった待避用中線を2つに分割してそれぞれを上下線と連結させる形で完成した。

## 利用状況
- 各年度の1日平均乗車人員は以下の通り[10]。

| 乗車人員推移 | 乗車人員推移 |
| 年度         | 1日平均人数  |
| ------------ | ------------ |
| 2005年       | 1,388        |
| 2006年       | 1,402        |
| 2007年       | 1,429        |
| 2008年       | 1,375        |
| 2009年       | 1,335        |
| 2010年       | 1,314        |
| 2011年       | 1,326        |
| 2012年       | 1,317        |
| 2013年       | 1,350        |
| 2014年       | 1,360        |
| 2015年       | 1,298        |
| 2015年       |              |
| 2016年       |              |
| 2017年       | 1,358        |
| 2018年       | 1,349        |
| 2019年       | 1,349        |

## 駅周辺
田園地帯ながら宅地化が進んでいる。駅北側700 m程の地点には讃岐国の国分尼寺址がある。
- 高松市役所国分寺総合センター
- 高松市立国分寺中学校
- 高松市立国分寺北部小学校
- マルナカ国分寺店
- 新居宮池
- 香川県農業協同組合国分寺支店
- 日新タクシー端岡営業所
- 国道11号（高松南バイパス）
- 香川県道179号端岡停車場線
- 香川県道171号国分寺太田上町線
- 香川県道33号高松善通寺線
- 高松エクスプレス（フットバス）「国分寺ダイアパレス前」停留所 - 国道11号（高松南バイパス）沿い

### バス路線
駅前ロータリーに「端岡駅前」停留所があり、国分寺町コミュニティバスの路線（［国分駅-端岡駅-運動公園線］と［運動公園-端岡駅-南部小学校-岡本駅線］）が乗入れる。

## 隣の駅
四国旅客鉄道（JR四国）
■予讃線（■瀬戸大橋線含む）
■快速「マリンライナー」（早朝・深夜以外）
通過
■快速「サンポート」（朝の上り・夕方の上り1本以外）
高松駅 (Y00) - 端岡駅 (Y03) - 坂出駅 (Y08)（夕方下りのみ鴨川駅 (Y06)）
■快速「マリンライナー」（早朝・深夜のみ）・■快速「サンポート」（朝の上り・夕方の上り1本）・■普通
鬼無駅 (Y02) - 端岡駅 (Y03) - 国分駅 (Y04)